# 石生越桔
石生越桔（学名：Vaccinium saxicolum）为杜鹃花科越桔属下的一个种。

## 扩展阅读
- 維基物種上的相關：石生越桔